# Macraspis hirtiventris
Macraspis hirtiventris är en skalbaggsart som beskrevs av Bates 1888. Macraspis hirtiventris ingår i släktet Macraspis och familjen Rutelidae. Inga underarter finns listade i Catalogue of Life.